# Adémar V. (Limoges)
Boson de Limoges (* um 1135; † 1199) war von 1148 bis 1199 als Adémar V. ein Vizegraf von Limoges aus dem weitläufigen Haus der Vizegrafen von Comborn. Bei der Belagerung einer Burg des rebellischen Vizegrafen starb der englische König Richard Löwenherz.

## Leben

### Herkunft und frühe Jahre
Adémar wurde an einem unbekannten Datum als einziges Kind des Vizegrafen Adémar IV. de Limoges und dessen Ehefrau Marguerite de Turenne geboren. Er verwaiste früh – sein Vater starb 1148 und er wuchs bei Verwandten auf. Seine Mutter heiratete wenige Jahre nach dem Tod des Vaters in zweiter Ehe den späteren Grafen Wilhelm VI. Taillefer von Angoulême. Der Besitz der Vizegrafen lag im damaligen Aquitanien im Limousin an der Kreuzung wichtiger Handelswege, was ihren Wohlstand beförderte. Sie sicherten ihren Besitz durch Bau von Burgen ab und gehörten zu den mächtigsten Vasallen des Herzogtums Aquitanien. Ebenso wie ihre Standesgenossen wahrten die Vizegrafen gegenüber der herzoglichen Zentralgewalt stets eine traditionell unabhängige Position. Damit geriet besonders Adémar in Gegensatz zu den Herzögen aus dem Haus Plantagenet, die durch die Ehe Heinrich Plantagenets mit der Herzogin Eleonore von Aquitanien 1152 in den Besitz des Herzogtums gekommen waren.
Im Oktober 1156 übernahm Heinrich Plantagenet (seit 1154 als Heinrich II. auch König von England) durch die Einsetzung eigener Vertrauter die Kontrolle über Limoges, Adémar lebte danach im Umfeld des Plantagenet-Hofes. Zwischen den Jahren 1156 und 1159 wurde er in Bordeaux mit Sara de Dunstanville verheiratet, die eine Enkelin des anglo-normannischen Königs Heinrich I. Beauclerc und damit eine Cousine von Heinrich II. Plantagenet war. Außerdem war die Braut eine Eventuellarerbin der englischen Grafschaft Cornwall. Im Sommer 1159 nahm Adémar an der erfolglosen Belagerung von Toulouse teil, die ihm aber dennoch die Einsetzung in alle Herrschaftsrechte in Limoges einbrachte.

### Aufstand gegen die Plantagenets
Im Jahr 1169 wurde der Sohn der Herzogin Eleonore und Heinrich Plantagenets, Richard Löwenherz, als neuer Herzog von Aquitanien eingesetzt. Doch der Vater verweigerte seinem Sohn die Beteiligung an der tatsächlichen Macht und nahm weiterhin selbst die Regierung wahr. Dagegen formierte sich auf Antrieb der Herzogin und König Ludwigs VII. von Frankreich eine Opposition der Plantagenet-Söhne gegen ihren Vater. Die Adeligen Aquitaniens, darunter Adémar, schlossen sich ihrem Herzog an, worauf im Jahr 1173 die Revolte gegen Heinrich II. Plantagenet offen ausbrach. Der Aufstand wurde vom König allerdings rasch niedergeschlagen, Herzogin Eleonore wurde von ihrem Ehemann gefangen genommen und Herzog Richard unterwarf sich im September 1174 in Montlouis seinem Vater. Dabei musste der Herzog seinem Vater versprechen, seine ehemaligen Verbündeten für ihre Teilnahme an der Revolte zu bestrafen.
Damit begann die Feindschaft der eng untereinander verwandten aquitanischen Barone gegen Herzog Richard, die nun in ihm eine Bedrohung ihrer traditionell sehr weitreichenden Rechte gegenüber der herzoglichen Gewalt erkannten. Ihr Widerstand wurde dabei propagandistisch auch vom Trobador Bertran de Born begrüßt, dessen Familie sich ebenfalls dem Druck Herzog Richards ausgesetzt sah. Zusammen mit seinen Cousins aus Turenne und Angoulême setzte Adémar dem Herzog allerdings so stark zu, dass sich dieser gezwungen sah, bei seinem Vater um Hilfe zu ersuchen. Ende 1176 konnte Herzog Richard in Limoges einziehen und Adémar zur Unterwerfung zwingen.
Neben der Abtretung einiger Burgen hatte der Aufstand für Adémar keine gravierenden Folgen, außer dass seiner Frau ihr Erbrecht abgesprochen und damit Cornwall für Adémar unerreichbar wurde. Er begab sich im Jahr 1178 auf eine Pilgerreise nach Jerusalem. Zu diesem Zweck machte er der Zisterzienserabtei von Dalon eine Schenkung, die von seinen Verwandten, den Vizegrafen Ebles IV. de Ventadour und Raymond II. de Turenne, am 10. Juli desselben Jahres bezeugt wurde.

### Erneuter Aufstand und Bruderkrieg
Nach der Rückkehr aus dem heiligen Land stand Adémar erneut im Zentrum einer Revolte gegen Herzog Richard Löwenherz. Anlass war der Tod seines Halbbruders, Graf Vulgrin III. Taillefer von Angoulême, im Jahr 1181. Herzog Richard beanspruchte entgegen geltenden Rechts die Vormundschaft über die Tochter des toten Grafen, was deren Onkel nicht akzeptierten. Der Herzog besetzte Angoulême, worauf die Taillefer-Brüder zu Adémar nach Limoges flohen. Umgehend bildete sich um ihn eine neue Opposition, die aus den Vizegrafen von Turenne, Comborn und Ventadour sowie dem Grafen von Périgord bestand. Dies nötigte Herzog Richard, erneut seinen Vater um Hilfe zu bitten, der jedoch dieses Mal auf eine diplomatische Lösung des Konflikts drängte. Er lud eine Abordnung der rebellischen Barone zu sich, um sich deren Klagen gegen seinen Sohn anzuhören. Die Barone beschuldigten dabei Herzog Richard eines tyrannischen Regierungsstils in Aquitanien und einer nicht gerechtfertigten harten Behandlung reumütiger Vasallen. Auch warfen sie Richard die Entführung von Frauen und Töchtern des aquitanischen Adels vor, die anschließend von ihm und seinen Gefolgsleuten sexuell misshandelt worden seien. Ungeachtet dieser Vorwürfe gelang es Herzog Richard zusammen mit seinem älteren Bruder, dem jungen König Heinrich, bis zum Sommer 1182 die Revolte militärisch zu unterdrücken; Adémar musste erneut nachgeben.
Dennoch wurde die Opposition fortgesetzt, nachdem es Ende 1182 zwischen Herzog Richard und seinem Bruder, Heinrich dem Jüngeren, um den Besitz einiger Burgen im Grenzraum Aquitaniens zum Anjou zu Streitigkeiten gekommen war. Die Situation eskalierte im Frühjahr 1183 in Le Mans, als der alte König Heinrich II. Plantagenet seinen Sohn Richard dazu aufforderte, Heinrich dem Jüngeren zu huldigen. Richard verweigerte diesen Unterwerfungsakt und floh in das Poitou, Adémar und die anderen Barone schlossen sich wieder zur Rebellion gegen ihn zusammen, erneut durch Bertran de Born lyrisch gerechtfertigt als legitimes Streben zur Wiederherstellung althergebrachten Rechts. Anfang Februar 1183 empfing Adémar in Limoges den jungen Heinrich und dessen Bruder Gottfried von Bretagne, um sich miteinander zu verbünden. Während der alte König Heinrich II. Plantagenet sich auf Richards Seite stellte, erhielt die oppositionelle Allianz die Unterstützung König Philipps II. von Frankreich, Graf Raimunds V. von Toulouse und Herzog Hugos III. von Burgund, Adémar selbst konnte ein großes Brabanzonenheer beisteuern. Die Kämpfe wurden vorrangig in Aquitanien ausgetragen. Dabei griff Adémar den alten König Heinrich an und fügte dessen Heer schwere Verluste zu, doch konnte er die Belagerung von Limoges durch den König nicht verhindern. Obwohl die Opposition zunehmend die Oberhand gewann, endete der Kampf nach dem unerwarteten Tod ihres Anführers, des jungen Königs Heinrich, im Juni 1183. Die Allianz brach sofort in sich zusammen, ihre Unterstützer zogen ihre Truppen zurück und am 24. Juni 1183 musste Adémar seine Hauptstadt aufgeben und den König in Limoges einziehen lassen.
In den nächsten Jahren zog Adémar verheerend durch das Limousin und La Marche und versuchte dadurch die wirtschaftlichen Grundlagen Herzog Richards anzugreifen. Beim Versuch Adémar zu bekämpfen setzte der Herzog vor allem auf Söldner, deren Anführer Mercadier dabei unter anderem Excideuil einnehmen konnte. Im Jahr 1189 starb König Heinrich II. Plantagenet, worauf Herzog Richard als sein ältester überlebender Sohn die Nachfolge als König von England antrat; damit verbunden war auch das Ende der Gefangenschaft der Herzogin Eleonore. Durch deren Vermittlung kehrten die Rebellen wieder in ihre Lehnspflichten zu Richard zurück und gemeinsam mit ihm nahmen sie das Kreuz. Im Gefolge des Königs gelangte Adémar auf dem dritten Kreuzzug (1189–1192) erneut in das heilige Land, wo sein Cousin Raymond II. de Turenne 1191 bei der Belagerung von Akkon starb.

### Krieg gegen Richard Löwenherz
Adémar kehrte vermutlich 1192 in seine Heimat zurück und zettelte sofort wieder einen Aufstand gegen König Richard an. Dieser wurde zur selben Zeit in Österreich gefangen genommen und an Kaiser Heinrich VI. ausgeliefert. Dies nutzte König Richards Erzrivale, König Philipp II. von Frankreich, zum Beginn eines Krieges gegen den König von England. Der französische König war der Lehnsherr des Herzogtums Aquitanien und damit der Oberlehnsherr Adémars, der sich zum Verbündeten König Philipps erklärte. 1194 kam Richard Löwenherz wieder frei und nahm den Kampf gegen König Philipp auf. Dabei schlug Richard seinen Rivalen im Juli 1194 bei Fréteval und zwang ihn zu einem Waffenstillstand. Für Adémar und seine Mitstreiter bedeutete dies erneut die Unterwerfung.
1196 setzte König Richard seinen Neffen, Otto von Braunschweig, als Herzog in Aquitanien ein, der während der ständigen Abwesenheit des Königs die aquitanischen Vasallen niederhalten sollte. Doch Adémar und seine Verwandten nahmen die sich nächstbietende Gelegenheit zu einem neuen Aufstand wahr, nachdem Herzog Otto 1198 in seine deutsche Heimat zog, um dort König zu werden. Adémar verbündete sich sofort wieder mit König Philipp. Die Geschichte wiederholte sich, nachdem König Richard in der Schlacht bei Gisors (September 1198) erneut siegte und daraufhin König Philipp zu einem Friedensvertrag nötigen konnte: Adémar stand wieder allein.
Nach der Niederlage des französischen Monarchen zog König Richard im Frühjahr 1199 nach Aquitanien, um die Rebellen erneut zu unterwerfen. Er selbst widmete sich der Bekämpfung Adémars und nahm die Belagerung der Burg von Châlus auf, die Adémar gehörte. Dabei erlitt der König am 25. März eine Verletzung durch einen Pfeil oder Armbrustbolzen, der von dem Schützen Pierre Basile abgeschossen worden war. Die Wunde entzündete sich an Wundbrand, woraufhin Richard Löwenherz am 6. April verstarb. Die Burg wurde anschließend von Richards Söldnerhauptmann Mercadier gestürmt, der entgegen dem Wunsch des Königs den Todesschützen lebendig häuten ließ.
Nur wenige Tage nach dem Tod König Richards beschwörten Adémar, sein Sohn Guido und sein gleichnamiger Halbbruder aus Angoulême ihre Treue gegenüber König Philipp II. August.

### Tod
Adémar überlebte Löwenherz nicht lang und starb noch im selben Jahr. Dem englischen Chronisten Roger von Hoveden (auch Howden, † 1201) zufolge fiel Adémar der Rache von Richards illegitimen Sohn Philippe de Cognac zum Opfer, der den Vizegrafen ermordet habe. Ob dies stimmt, ist zweifelhaft. Der Trobador Giraut de Bornelh († 1215), der dem Gefolge des Vizegrafen angehörte, betrauerte in seinem Klagelied (Plac e sospir) lediglich dessen unerwarteten Tod. Unabhängig davon blieb die Version Hovedens in der Überlieferung haften. William Shakespeare schreibt in seinem König Johann, dass Philippe (Faulconbridge) einen Limoges, Duke of Austria tötete.

## Ehe und Nachkommen
Adémar V. de Limoges war mit Sara de Dunstanville (* 1147) verheiratet. Sie war eine Tochter von Reginald de Dunstanville, 1. Earl of Cornwall, und Beatrix FitzRichard.
Ihre Kinder waren:
- Adémar, († 1195)
- Guy V. († 29. März 1230 in Avignon), folgte seinem Vater als Vizegraf nach
- Marguerite ⚭ Graf Elias VII. von Périgord
- Aigline
- Humberge ⚭ Gottfried von Lusignan, Graf von Jaffa
- Marie ⚭ Vizegraf Ebles V. von Ventadour
- Guillaume „le Pèlerin“ (der Pilger), (* 1179; † 1223)